# Don’t Go Breaking My Heart
«Don’t Go Breaking My Heart» — песня в исполнении дуэта Элтона Джона и Кики Ди.
Песня написана Элтоном Джоном и Берни Топином, но в списке авторов они под женскими псевдонимами Энн Орсон и Карт Бланш.
Песня добралась до 1 места в хит-парадах многих стран мира, включая США и Великобританию. Причём и в США, и в Великобритании сингл с ней был на втором месте по продажам по итогам всего 1976 года.
В 1994 году Элтон Джон записал эту песню ещё раз, на этот раз его партнёром по дуэту был(а) Ру Пол. Их версия звучала в кинофильме Summer of Sam.

## Позиции в хит-парадах
Еженедельные чарты:
| Хит-парад (1976)                    | Высшая позиция |
| ----------------------------------- | -------------- |
| Австралия (Kent Music Report)       | 1              |
| Австрия (Ö3 Austria Top 40)         | 8              |
| Бельгия/Фландрия (Ultratop 50)      | 3              |
| Канада (Steede Report)              | 1              |
| Канада (RPM Top Singles)            | 1              |
| Канада (Adult Contemporary, RPM)    | 1              |
| Финляндия (Suomen virallinen lista) | 23             |
| Франция (SNEP)                      | 1              |
| Ирландия (IRMA)                     | 1              |
| Нидерланды (Dutch Top 40)           | 2              |
| Нидерланды (Single Top 100)         | 3              |
| Новая Зеландия (Recorded Music NZ)  | 1              |
| Норвегия (VG-lista)                 | 5              |
| Rhodesia (Lyons Maid)               | 1              |
| South Africa (RISA)                 | 1              |
| Швеция (Sverigetopplistan)          | 3              |
| Швейцария (Schweizer Hitparade)     | 4              |
| Великобритания (OCC UK Singles)     | 1              |
| США (Billboard Hot 100)             | 1              |
| США Adult Contemporary (Billboard)  | 1              |
| ФРГ (GfK)                           | 5              |

Годовые чарты:
| Хит-парад (1976)                     | Позиция |
| ------------------------------------ | ------- |
| Австралия (Kent Music Report)        | 5       |
| Бельгия/Фландрия (Ultratop Flanders) | 25      |
| Великобритания (Gallup Poll)         | 2       |
| Канада (RPM Year-End)                | 4       |
| Нидерланды (Dutch Top 40)            | 24      |
| Нидерланды (Single Top 100)          | 18      |

## Сертификации и продажи
| Регион | Сертификация | Продажи   |
| --- | ------------ | --------- |
| Австралия (ARIA) | Золотой      | 50 000^   |
| Канада (Music Canada) | Платиновый   | 150 000^  |
| Дания (IFPI Danmark) | Золотой      | 45 000    |
| Великобритания (BPI) | Платиновый   | 1,029,242 |
| США (RIAA) | Платиновый   | 1 000 000 |
| ^ Данные о тиражах приведены только на основе сертификации. · Данные о продажах + прослушиваниях приведены только на основе сертификации. |              |           |

## Кавер-версии
Было записано несколко кавер-версий. Например в 1982 году было в совместное исполнение Энди Гибба и Айрин Кара в рамках 2-го сезона хитового телесериала 80-х годов «SOLID GOLD» компании Paramount (аранжировка и продюсирование музыкального директора и композитора темы «Solid Gold» Майкла Миллера — он же «Микл»). Эта передача вышла в эфир 6 марта 1982 года.
Труппа музыкальной комедии The Capitol Steps записала пародию на песню, в которой тогдашний президент Джордж Буш-старший говорит своей жене Лоре Буш: «Не притворяйся умной».